# انریک فرانکیسا
انریک فرانکیسا (انگلیسی: Enric Franquesa؛ زادهٔ ۲۶ فوریهٔ ۱۹۹۷) بازیکن فوتبال اهل اسپانیا است.
از باشگاه‌هایی که در آن بازی کرده‌است می‌توان به باشگاه فوتبال میراندس، باشگاه فوتبال لوانته، باشگاه فوتبال ژیرونا، باشگاه فوتبال سابادل، و باشگاه فوتبال بارسلونا بی اشاره کرد.